# 国際博覧会

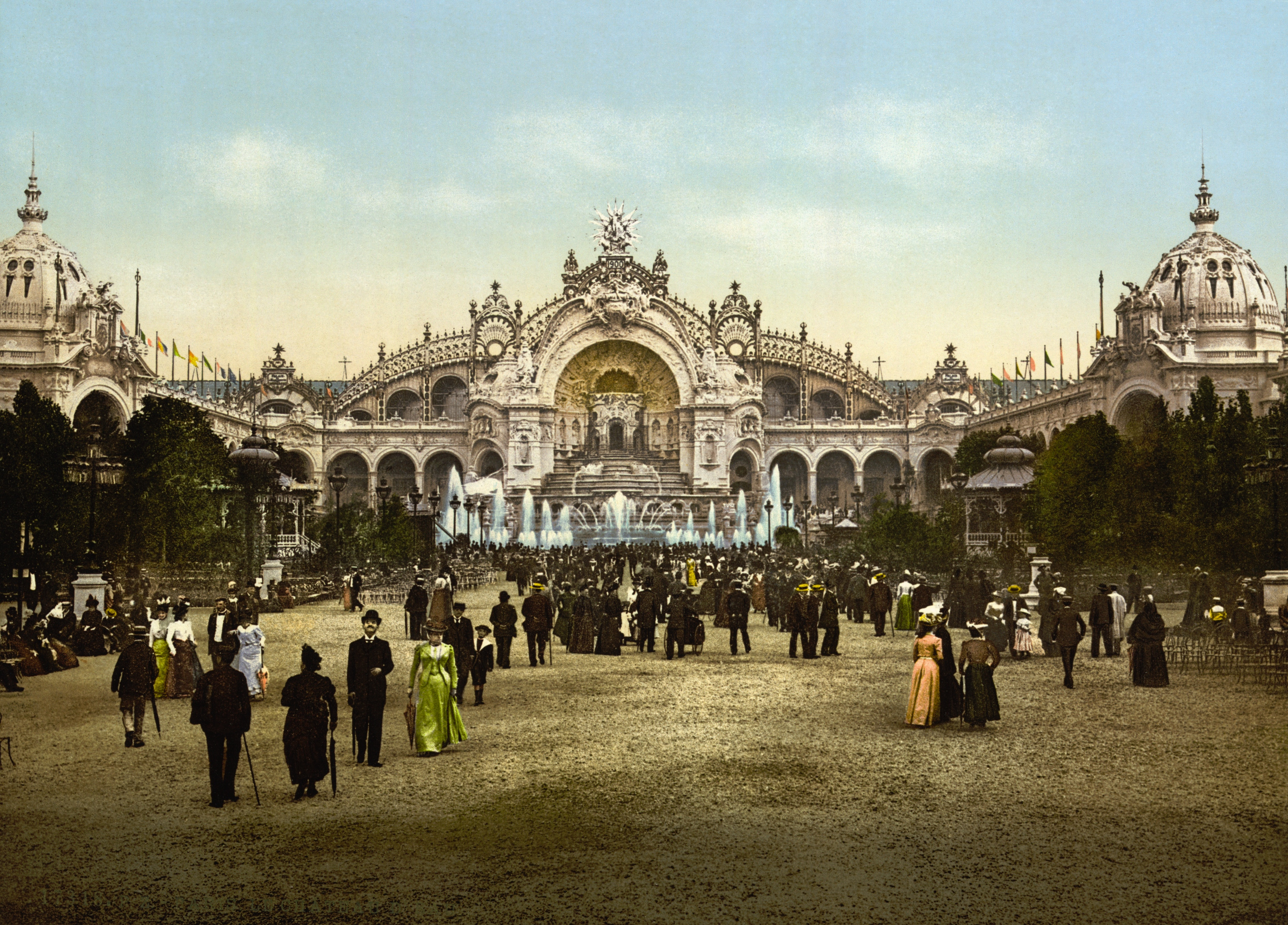
1900年のパリ万国博覧会

国際博覧会（こくさいはくらんかい、仏: Exposition universelle、英: Universal Exposition）は、国際博覧会条約（BIE条約、1928年成立）に基づいて行われる複数の国が参加する博覧会である。万国博覧会（ばんこくはくらんかい）とも呼ばれ、略称は国際博、万国博、万博（ばんぱく）など。英語ではEXPO（エキスポ、エクスポ）とも称される。

## 目的
国際博覧会条約によれば、「博覧会とは、名称のいかんを問わず、公衆の教育を主たる目的とする催しであって、文明の必要とするものに応ずるために人類が利用することのできる手段又は人類の活動。詳しくは二以上の部門において達成された進歩はそれらの部門における将来の展望を示すものをいう」とされている。

## 歴史
様々な物品を集めて展示する博覧会（国内博覧会）は1798年、フランス革命の時期のパリで初めて開催された。1849年までにパリで11回開催され、徐々に規模が大きくなっていった。同様の博覧会がベルギー、オランダなど各国でも開催されるようになると1849年、フランスの首相が国際博覧会を提唱し、1851年に第1回国際博覧会がロンドンで開催された。
初期の万博として、クリスタル・パレス（水晶宮）が造られたロンドン万国博覧会（第1回、1851年）やエッフェル塔が建設されたパリ万国博覧会（第4回、1889年）などが著名である。
スペインのバルセロナでも1888年と1929年の2回開催されている。メイン会場は前者はシウタデリャ公園（バルセロナ要塞跡地）、後者はモンジュイックの丘であった。
アフリカ分割がなされた1880年代以降は、欧米各国が国力誇示と植民地気運を高めるため母国やその植民地で競って開催した植民地博覧会も国際博覧会の一種である。1883年のアムステルダム国際植民地貿易博覧会、1886年の植民地・インド博覧会、1894年のリヨン国際植民地博覧会などをはじめ、1924年のイギリス帝国博覧会、1933年のパリ植民地博覧会など、第二次世界大戦後まで数十回開催された。1880年のメルボルン博覧会など、植民地内博覧会も各地で開催され、欧米列強に倣い20世紀初頭には日本も朝鮮・台湾で博覧会を開催した。
史上初の公式認定博（特別博）で初めて開催されたのは、1936年のストックホルム国際博覧会である。
史上初の公式国際園芸博で初めて開催されたのは、1960年のロッテルダム国際園芸博覧会である。
史上初の公式マスコットが登場したのは、1984年のニューオーリンズ国際河川博覧会で、「シーモア・D・フェア（Seymore D. Fair）」である。
| 開催年 | 国際博覧会の名称                   | 開催地           | 詳細 | 主催     | 開催日数 | 会場坪数  | 入場者概数 | 写真 |
| ------ | ---------------------------------- | ---------------- | --- | -------- | -------- | --------- | ---------- | ---- |
| 1851年 | ロンドン万国博覧会                 | ロンドン         | 史上初の国際博覧会 クリスタルパレスを用いた 会場建物を建てた                                              | 民間協会 | 141日    | 26000坪   | 604万人    |      |
| 1853年 | ニューヨーク万国博覧会             | ニューヨーク     | 非公式の大会                                                                                              | 民間協会 | 5か月    | 76000坪   | 125万人    |      |
| 1855年 | パリ万国博覧会                     | パリ             | フランス初の大会                                                                                          | 政府     | 200日    | 51000坪   | 516万人    |      |
| 1862年 | ロンドン万国博覧会                 | ロンドン         | | 民間協会 | 171日    | 38000坪   | 621万人    |      |
| 1867年 | パリ万国博覧会                     | パリ             | | 政府     | 210日    | 208000坪  | 1020万人   |      |
| 1873年 | ウィーン万国博覧会                 | ウィーン         | オーストリア初の大会 日本（明治政府）が初参加                                                             | 政府     | 186日    | 705000坪  | 726万人    |      |
| 1876年 | フィラデルフィア万国博覧会         | フィラデルフィア | アメリカ初の大会                                                                                          | 官民     | 159日    | 348000坪  | 986万人    |      |
| 1878年 | パリ万国博覧会                     | パリ             | | 政府     | 190日    | 227000坪  | 1610万人   |      |
| 1880年 | メルボルン万国博覧会               | メルボルン       | オーストラリア初の大会                                                                                    | 政府     | 477日    | 75625坪   | 133万人    |      |
| 1883年 | アムステルダム国際植民地輸出博覧会 | アムステルダム   | 非公式の大会 28か国参加の植民地博覧会                                                                     | 官民     | 5か月間  | 66550坪   | 140万人    |      |
| 1888年 | バルセロナ万国博覧会               | バルセロナ       | スペイン初の大会                                                                                          |          | 236日    |           |            |      |
| 1889年 | パリ万国博覧会                     | パリ             | エッフェル塔の完成の大会                                                                                  | 政府     | 180日    | 327000坪  | 3235万人   |      |
| 1893年 | シカゴ万国博覧会                   | シカゴ           | | 民間会社 | 183日    | 775000坪  | 2754万人   |      |
| 1897年 | ブリュッセル万国博覧会             | ブリュッセル     | ベルギー初の大会                                                                                          |          |          |           |            |      |
| 1900年 | パリ万国博覧会                     | パリ             | パリオリンピックと同時期 19世紀の最後の大会                                                               | 政府     | 210日    | 327000坪  | 4768万人   |      |
| 1904年 | セントルイス万国博覧会             | セントルイス     | セントルイスオリンピックと同時期 20世紀の最初の大会                                                       | 民間会社 | 185日    | 1518000坪 | 1970万人   |      |
| 1905年 | リエージュ万国博覧会               | リエージュ       | | 民間会社 | 185日    | 1518000坪 | 1970万人   |      |
| 1906年 | ミラノ万国博覧会                   | ミラノ           | イタリア初の大会                                                                                          |          |          |           |            |      |
| 1910年 | ブリュッセル万国博覧会             | ブリュッセル     | |          |          |           |            |      |
| 1913年 | ヘント万国博覧会                   | ヘント           | |          |          |           |            |      |
| 1915年 | サンフランシスコ万国博覧会         | サンフランシスコ | | 民間会社 | 288日    | 960000坪  | 1883万人   |      |
| 1922年 | ブラジル独立百年記念万国博覧会     | リオデジャネイロ | 日本も独立記念式典にブラジル側から特使派遣要請あり、陸軍練習艦3隻を派遣、博覧会に日本館建設のうえ出品した | 政府     |          |           |            |      |
| 1926年 | フィラデルフィア万国博覧会         | フィラデルフィア | 非公式の大会                                                                                              | 民間会社 | 184日    | 1331000坪 | 650万人    |      |
| 1929年 | バルセロナ万国博覧会               | バルセロナ       | |          |          |           |            |      |
| 1933年 | シカゴ万国博覧会                   | シカゴ           | 初めてテーマが掲げられた大会 テーマは「進歩の一世紀」                                                     | 民間会社 | 170日    | 516000坪  | 2257万人   |      |
| 1935年 | ブリュッセル万国博覧会             | ブリュッセル     | |          | 150日    |           | 2000万人   |      |
| 1936年 | ストックホルム国際博覧会           | ストックホルム   | 史上初の認定博                                                                                            |          | 17日     |           |            |      |
| 1937年 | パリ万国博覧会                     | パリ             | |          | 93日     |           | 870万人    |      |
| 1938年 | ヘルシンキ国際博覧会               | ヘルシンキ       | フィンランド初の大会                                                                                      |          |          |           |            |      |
| 1939年 | ニューヨーク万国博覧会             | ニューヨーク     | |          | 340日    |           | 4500万人   |      |
| 1939年 | リエージュ国際博覧会               | リエージュ       | ベルギー初の認定博                                                                                        |          |          |           |            |      |
| 1947年 | パリ国際博覧会                     | パリ             | 第二次世界大戦後の最初の大会 フランス初の認定博                                                           |          |          |           |            |      |
| 1949年 | ストックホルム国際博覧会           | ストックホルム   | |          |          |           |            |      |
| 1949年 | リヨン国際博覧会                   | リヨン           | |          |          |           |            |      |
| 1949年 | ポルトープランス万国博覧会         | ポルトープランス | 発展途上国初の大会 ハイチ初の大会                                                                         |          |          |           |            |      |
| 1951年 | リール国際博覧会                   | リール           | |          |          |           |            |      |
| 1953年 | ローマ国際博覧会                   | ローマ           | イタリア初の認定博                                                                                        |          |          |           |            |      |
| 1953年 | エルサレム国際博覧会               | エルサレム       | イスラエル初の大会                                                                                        |          |          |           |            |      |
| 1954年 | ナポリ国際博覧会                   | ナポリ           | |          |          |           |            |      |
| 1955年 | トリノ国際博覧会                   | トリノ           | |          |          |           |            |      |
| 1955年 | ヘルシンボリ国際博覧会             | ヘルシンボリ     | |          |          |           |            |      |
| 1956年 | ベト・ダゴン国際博覧会             | ベト・ダゴン     | |          |          |           |            |      |
| 1957年 | ベルリン国際博覧会                 | ベルリン         | ドイツ初の大会                                                                                            |          |          |           |            |      |
| 1958年 | ブリュッセル万国博覧会             | ブリュッセル     | |          | 186日    |           | 4150万人   |      |
| 1960年 | ロッテルダム国際園芸博覧会         | ロッテルダム     | 史上初の国際園芸博覧会                                                                                    |          |          |           |            |      |
| 1961年 | トリノ国際博覧会                   | トリノ           | |          |          |           |            |      |
| 1962年 | シアトル万国博覧会                 | シアトル         | |          | 184日    |           | 964万人    |      |
| 1963年 | ハンブルク国際園芸博覧会           | ハンブルク       | ドイツ初の国際園芸博覧会                                                                                  |          |          |           |            |      |
| 1964年 | ウィーン国際園芸博覧会             | ウィーン         | オーストリア初の国際園芸博覧会                                                                            |          |          |           |            |      |
| 1964年 | ニューヨーク万国博覧会             | ニューヨーク     | 非公式の大会                                                                                              |          | 360日    |           | 5167万人   |      |
| 1965年 | ミュンヘン国際博覧会               | ミュンヘン       | |          |          |           |            |      |
| 1967年 | モントリオール万国博覧会           | モントリオール   | カナダ初の大会                                                                                            |          | 185日    |           | 5031万人   |      |
| 1968年 | サンアントニオ国際博覧会           | サンアントニオ   | アメリカ初の認定博                                                                                        |          |          |           |            |      |
| 1969年 | パリ国際園芸博覧会                 | パリ             | フランス初の国際園芸博覧会                                                                                |          |          |           |            |      |

### 主な国際博覧会

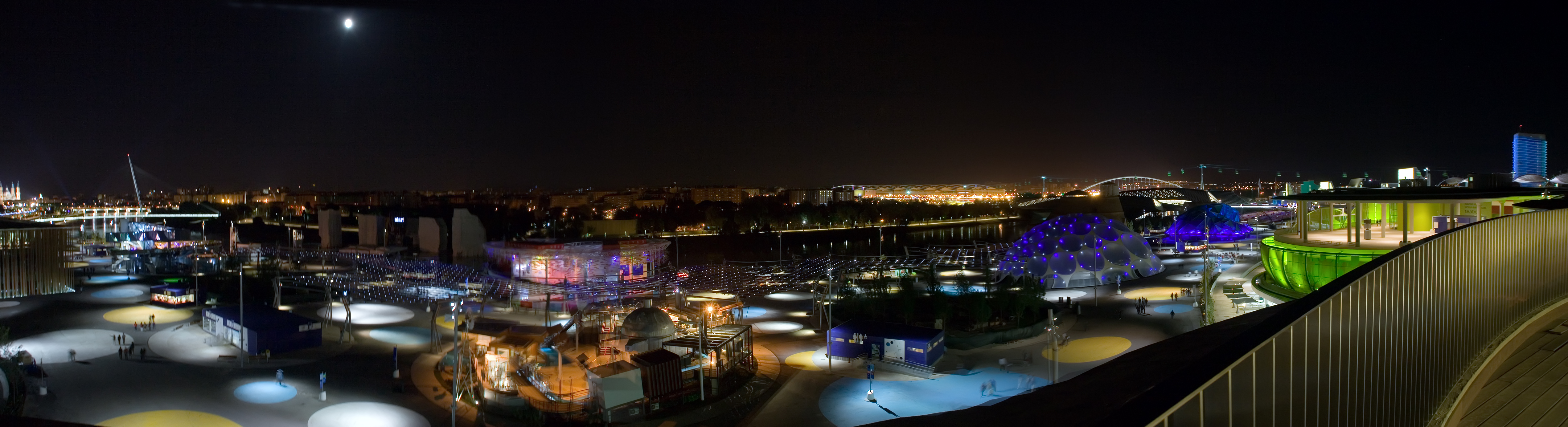
2008年スペインのサラゴサ国際博覧会

※「区分」の定義は後述。
| 開催年 | 名称 （通称・略称）                                     | 区分                            | 詳細                                                        | 写真 |
| ------ | ------------------------------------------------------- | ------------------------------- | ----------------------------------------------------------- | ---- |
| 1970年 | 日本万国博覧会 （大阪万博）                             | 一般博                          | アジア初の大会 日本初の大会                                 |      |
| 1971年 | ブダペスト国際博覧会                                    | 特別博                          | 社会主義国初の大会 ハンガリー初の大会                       |      |
| 1972年 | アムステルダム国際園芸万博                              | 特別博 （大国際園芸博覧会区分） |                                                             |      |
| 1973年 | ハンブルク国際園芸博覧会                                | 特別博 （大国際園芸博覧会区分） |                                                             |      |
| 1974年 | ウィーン国際園芸博覧会                                  | 特別博 （大国際園芸博覧会区分） |                                                             |      |
| 1974年 | スポケーン国際環境博覧会                                | 特別博                          |                                                             |      |
| 1975年 | 沖縄国際海洋博覧会 （沖縄海洋博）                       | 特別博                          | アジア初の認定博の大会 日本初の認定博の大会                 |      |
| 1980年 | モントリオール国際園芸博覧会                            | 特別博 （大国際園芸博覧会区分） | カナダ初の国際園芸博覧会の大会                              |      |
| 1981年 | プロヴディフ国際博覧会                                  | 特別博                          | ブルガリア初の大会                                          |      |
| 1982年 | アムステルダム国際園芸万博                              | 特別博 （大国際園芸博覧会区分） |                                                             |      |
| 1982年 | ノックスビル国際エネルギー博覧会                        | 特別博                          |                                                             |      |
| 1983年 | ミュンヘン国際園芸博覧会                                | 特別博 （大国際園芸博覧会区分） |                                                             |      |
| 1984年 | ニューオーリンズ国際河川博覧会 （ニューオーリンズ万博） | 特別博                          | 公式マスコットを持った史上初の大会                          |      |
| 1984年 | リバプール国際庭園博覧会                                | 特別博 （大国際園芸博覧会区分） | イギリス初の国際園芸博覧会の大会                            |      |
| 1985年 | 国際科学技術博覧会 （科学万博、つくば万博 など）        | 特別博                          |                                                             |      |
| 1985年 | プロヴディフ国際博覧会                                  | 特別博                          |                                                             |      |
| 1986年 | バンクーバー国際交通博覧会                              | 特別博                          | カナダ初の認定博の大会                                      |      |
| 1988年 | ブリスベン国際レジャー博覧会                            | 特別博                          | オーストラリア初の認定博の大会                              |      |
| 1990年 | 国際花と緑の博覧会 （花の万博、花博）                   | 特別博 （大国際園芸博覧会区分） | アジア初の国際園芸博覧会の大会 日本初の国際園芸博覧会の大会 |      |
| 1991年 | プロヴディフ国際博覧会                                  | 特別博                          |                                                             |      |
| 1992年 | セビリア万国博覧会                                      | 一般博                          | 22年ぶりの登録博の大会である。                              |      |
| 1992年 | ジェノヴァ国際船と海の博覧会                            | 特別博                          |                                                             |      |
| 1992年 | ハーグ・ズータメア国際園芸博覧会                        | 特別博 （大国際園芸博覧会区分） |                                                             |      |
| 1993年 | 大田国際博覧会 （テジョン万博）                         | 特別博                          | 韓国初の大会                                                |      |
| 1993年 | シュトゥットガルト国際園芸博覧会                        | 特別博 （大国際園芸博覧会区分） |                                                             |      |
| 1998年 | リスボン国際博覧会                                      | 特別博                          | ポルトガル初の大会                                          |      |
| 1999年 | 昆明世界園芸博覧会                                      | 特別博 （大国際園芸博覧会区分） | 中国初の大会                                                |      |
| 2000年 | ハノーヴァー万国博覧会                                  | 一般博                          | 20世紀の最後の大会である。                                  |      |
| 2002年 | ハールレマミーア国際園芸博覧会                          | 特別博 （大国際園芸博覧会区分） |                                                             |      |
| 2003年 | ロストック国際園芸博覧会                                | 認定博 （大国際園芸博覧会区分） |                                                             |      |
| 2005年 | 2005年日本国際博覧会 （愛知万博、愛・地球博）           | 登録博                          | 21世紀の初の登録博である。                                  |      |
| 2006年 | チェンマイ国際園芸博覧会                                | 認定博 （大国際園芸博覧会区分） | タイ初の大会                                                |      |
| 2008年 | サラゴサ国際博覧会                                      | 認定博                          | 21世紀のヨーロッパ初の大会である。                          |      |
| 2010年 | 上海国際博覧会 （上海万博）                             | 登録博                          | 中国初の登録博の大会                                        |      |
| 2012年 | 麗水国際博覧会 （ヨス万博）                             | 認定博                          |                                                             |      |
| 2012年 | フェンロー国際園芸博覧会                                | 認定博 （大国際園芸博覧会区分） |                                                             |      |
| 2015年 | ミラノ国際博覧会                                        | 登録博                          | 21世紀のヨーロッパ初の登録博の大会である。                  |      |
| 2016年 | アンタルヤ国際園芸博覧会                                | 認定博 （大国際園芸博覧会区分） | トルコ初の大会                                              |      |
| 2017年 | アスタナ国際博覧会                                      | 認定博                          | カザフスタン初の大会                                        |      |
| 2019年 | 北京世界園芸博覧会                                      | 認定博 （大国際園芸博覧会区分） |                                                             |      |
| 2021年 | ドバイ国際博覧会                                        | 登録博                          | 中東初の大会 アラブ首長国連邦初の大会                       |      |
| 2022年 | アルメーレ国際園芸博覧会 （フロリアード2022）           | 認定博 （大国際園芸博覧会区分） |                                                             |      |
| 2023年 | ドーハ国際園芸博覧会                                    | 認定博 （大国際園芸博覧会区分） | カタール初の大会                                            |      |
| 2023年 | ブエノスアイレス国際博覧会                              | 認定博                          | 開催中止                                                    |      |
| 2025年 | 2025年日本国際博覧会 （大阪・関西万博）                 | 登録博                          |                                                             |      |
| 2027年 | 2027年国際園芸博覧会 （GREEN×EXPO 2027）                | 認定博 （大国際園芸博覧会区分） |                                                             |      |
| 2027年 | ベオグラード国際博覧会                                  | 認定博                          | セルビア初の大会                                            |      |
| 2029年 | コーラート国際園芸博覧会                                | 認定博 （大国際園芸博覧会区分） |                                                             |      |
| 2030年 | リヤド国際博覧会                                        | 登録博                          |                                                             |      |

## 国際博覧会の区分と手続き
国際博覧会条約に基づく博覧会を行うには開催を希望する政府が博覧会国際事務局（BIE）に申請（立候補）し、総会で承認される必要がある。
国際博覧会は会場の規模やテーマなどから、主に登録博覧会（登録博）と認定博覧会（認定博）の2つに大別されている（以前は「一般博」と「特別博」に区分されていた）。最大の規模の国際博覧会である登録博は2000年以降は5の倍数の年に開催され、その開催地はBIEでの投票により決定される。開催期間は最大で6か月である。パビリオンの建設は各参加国が行う。一方の認定博は各国政府が様々な目的から登録博の間に開催するもので、2つの登録博の中間期間に1つの認定博が開催できる。認定博のパビリオンは開催国が用意しなければならない。認定博は開催規模に厳しい制限があり、開催期間も最大で3か月までとなっている。
国際園芸家協会が認定した「国際園芸博覧会」のうち大規模なものでBIEが認めたものと「ミラノ・トリエンナーレ」でBIEが認めたものは、「認定博（以前は「特別博」）」として国際博覧会と称することが出来ることとなっている。
一般的に国際博覧会は開催国政府が主催する事が多いが、政府以外が主催者になっても良いことになっている。ただし、国際博覧会条約の事務局である博覧会国際事務局（BIE）に国際博覧会開催を申請（立候補）出来るのは各国政府のみである。政府以外の団体が主催者となった場合、その主催者はBIE条約上、政府機関とみなされる。具体的には2005年日本国際博覧会（愛知万博、愛・地球博）の主催者の財団法人の2005年日本国際博覧会協会などがこれにあたる。BIE条約の非加盟国も、国際博覧会に参加することはできる。大規模な国際博覧会の場合、参加国はBIE条約の加盟国の数よりも多くなることが多い。また、BIE条約の非加盟国が国際博覧会開催を申請することも制度上は可能である。ただしその場合、申請と同時にBIE条約に加盟することが多い。日本は日本万国博覧会（大阪万博）の開催申請直前にBIE条約を批准した。詳細は博覧会国際事務局を参照のこと。

## 日本と国際博覧会

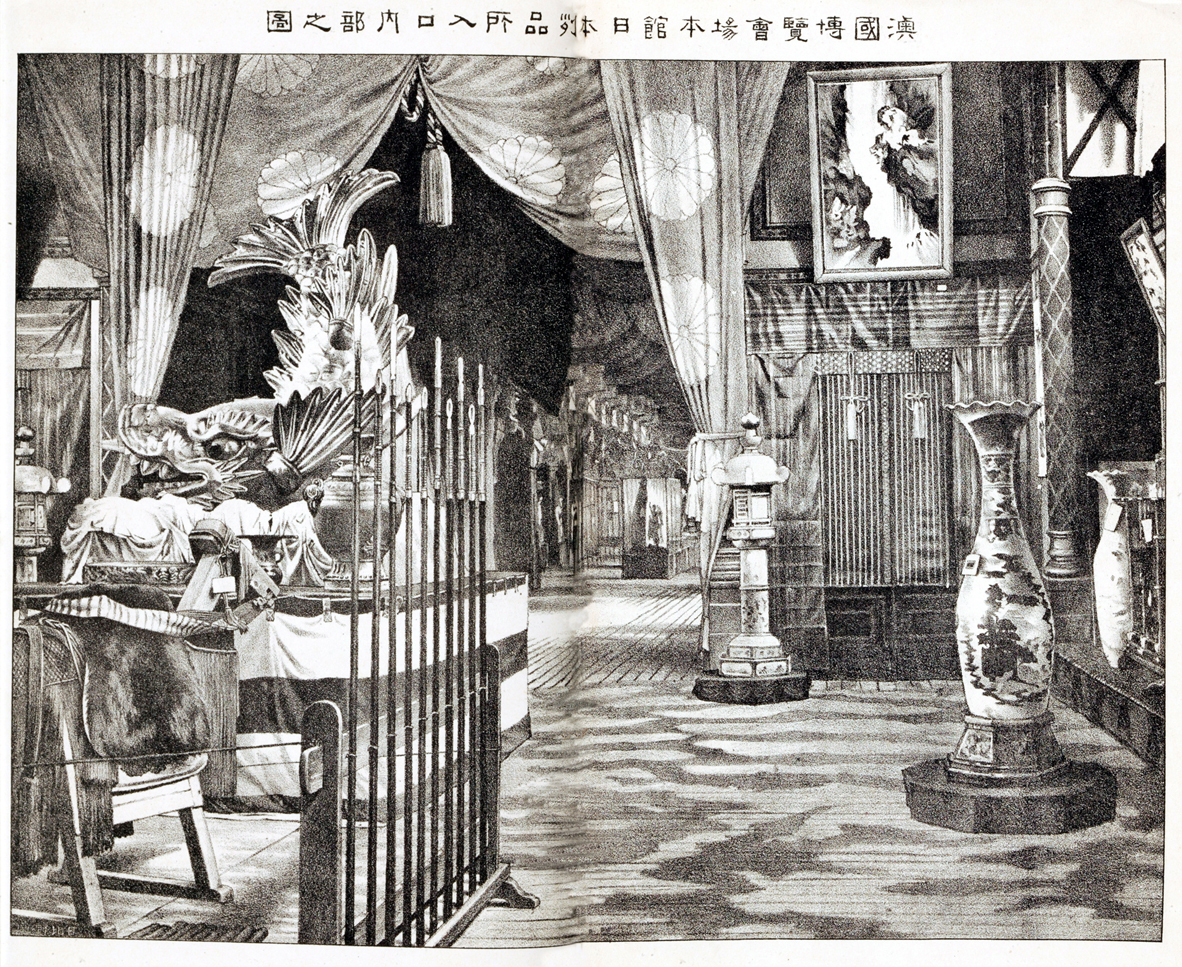
1873年ウィーン万国博覧会の日本館

日本に国際博覧会の存在が伝わったのは1853年であると考えられており、別段オランダ風説書を通じてニューヨーク万国博覧会の開催と、前々年の1851年に同様の催しがロンドンでも開催されたことが伝えられた。国際博覧会との直接的な接触が生まれたのは1862年のロンドン万国博覧会からで、公式参加ではないものの、駐日イギリス公使のオールコックが収集した日本の品々が出品されたほか、開幕式には訪英中の文久遣欧使節団が出席し注目を集めた。
日本が初めて参加したのは、幕末の1867年、幕府および薩摩藩と佐賀藩が参加したパリ万国博覧会（第2回）であり、維新後の新政府は1873年のウィーン万国博覧会から公式参加を行った。その前年予行演習として東京の湯島聖堂で初の官設博覧会（湯島聖堂博覧会）が開催され、それが東京国立博物館の始まりとなった。明治・大正頃の国際博覧会では日本の芸妓が接待役を務め、この時紹介された浮世絵はモネらフランスの画壇に影響を与えたことは広く知られている。これらが「ジャポニスム」と呼ばれたものである。日本の展示館は1893年のシカゴ万国博覧会（第1回）では平等院風のもの（フランク・ロイド・ライトに影響を与えたという説もある）や1900年のパリ万国博覧会（第5回）では法隆寺風のものなど伝統的様式で建設され、エキゾチックな印象を与えて好評を博したという。また大橋翠石が出品した猛虎の図の絵画は毛並みのリアルさなど東洋的芸術が評価され、優勝金牌を受賞した。しかし1900年のパリ万国博覧会では日本の出品物は酷評されてしまい、明治政府は輸出振興のためにデザインの必要性を認識し『図案』（雑誌）を発行するなど日本の芸術や産業にも大きなインパクトを与えた。
その後ウィーン万博の出展をきっかけに日本は多くの海外博覧会への出展を行い、国内では殖産興業策の一つとして内国勧業博覧会をはじめとして多くの博覧会が開催され万国博覧会開催への気運を盛り上げる事となった。1928年には国際博覧会条約を締結し、博覧会国際事務局（BIE）が設置され日本も調印したが批准せず非加盟国となった。
日本での国際博覧会開催については最初の計画として1885年に西郷従道の提案により1890年開催の「亜細亜大博覧会」があったが実現に至らず、次いで日露戦争の戦勝を記念して1907年には1912年4月から10月にかけて実質的な万国博覧会の計画となる「日本大博覧会」計画を決定しアメリカ等の各国が賛意を示したが、経費増大や準備の遅れから5年間延期され中止となった。その後1940年に東京の月島（晴海）などを会場に紀元2600年記念日本万国博覧会および東京オリンピックを開催すべく準備が進められた。前売り券（12枚綴り一組10円）も販売され、勝鬨橋は整備の一環で造られた。日中戦争が激化したため、軍部の反対および参加国の減少が確実になったことなどで1938年に延期が決定し実質的に中止となった。
中止になった紀元2600年記念日本万国博覧会の前売り券は1970年の日本万国博覧会および2005年の2005年日本国際博覧会で使用可能であった。ちなみに日本万国博覧会では3077枚、2005年日本国際博覧会では48枚使われたという。
日本およびアジアでの開催は1970年に大阪で開かれた日本万国博覧会（大阪万博）が最初である。なお大阪万博は一般博で、他は1972年の条約による特別博である。2005年日本国際博覧会（愛知万博）および2025年日本国際博覧会（大阪・関西万博）は一般博が登録博と改名された後に日本で開催された登録博（WorldExpo）である。アジアで登録博を開催したのは大阪、愛知と上海だけであり、2025年日本国際博覧会（大阪・関西万博）は最も規模が大きい登録博である。 

### その他
- 1990年の国際花と緑の博覧会は、国際園芸家協会認定で博覧会国際事務局承認の国際博覧会である。
- 国際園芸・造園博のジャパンフローラ2000（淡路夢舞台、2000年）や浜名湖花博（浜名湖ガーデンパーク、2004年）などの博覧会は海外からも参加しているが、国際博覧会ではない。BIE条約に基づいて政府が開催申請しBIEの承認を受け、政府およびその受託を受けた博覧会協会が中心になって運営するものが国際博覧会である。
- かつては、国際博覧会には一般博と特別博（または国際博）の区別があったが現在は登録博と認定博となっており、愛知万博は特別博として申請中に制度が変わり登録博になった。詳しくは「博覧会国際事務局」と「2005年日本国際博覧会」の説明を参照のこと。
- 国際博覧会の担当官庁は基本的には開催国や地域を問わず経済産業省である（総括は内閣が行う）。ただし今まで国内で開催された特別博や今後開催される認定博の場合、テーマごとにその分野を担当する官庁が主導することになる。例えとして、2006年のチェンマイ国際園芸博は国土交通省と農林水産省が担当する。なお今まで国内で行われた総合的な博覧会（一般博、登録博）の場合は経済産業省が責任を持つが、政府代表の派遣や博覧会国際事務局との交渉や参加国招致と参加各国との調整などは外務省と共同で行い会場やパビリオンの建設は国土交通省や開催する都道府県などが分担した。

## 先端技術と特許の取り扱い
国威発揚と人類発展のために開催されるイベントであるため、万国博覧会への最先端の技術の出展に対しては最大限の便宜が図られる。有名な例としては、ほぼ全ての国家で国際博覧会での公開は、特許取得の拒絶理由の例外として認められる。
特に欧州特許庁においては、ほぼ唯一の例外規定となっている。日本においては特許法第30条第1項の規定の適用が受けられ、新規性違反の拒絶理由を回避することができる。